# Julio Torres
Julio Torres (San Salvador, 11 febbraio 1987) è un attore, comico, sceneggiatore, regista e doppiatore salvadoregno.

## Biografia
Nato e cresciuto a San Salvador, si è trasferito a New York per studiare alla The New School, laureandosi nel 2011. Ha cominciato a lavorare come sceneggiatore al The Chris Gethard Show e poi per il Saturday Night Live dal 2016 al 2019, ottenendo quattro candidature al Premio Emmy.
Ha esordito sul grande schermo nel 2021 con il film Insieme per davvero, mentre nel 2023 ha doppiato Diego lo Scudiero in Nimona e scritto, diretto e recitato in Problemista con il Premio Oscar Tilda Swinton.
È dichiaratamente gay.

## Filmografia parziale

### Regista
- Problemista (2023)

### Attore

#### Cinema
- Insieme per davvero (Together Together), regia di Nikole Beckwith (2021)
- Problemista, regia di Julio Torres (2023)

#### Televisione
- Horace and Pete - serie TV, episodio 1x1 (2016)
- High Maintenance - serie TV, episodio 1x4 (2016)
- The Other Two - serie TV, episodio 1x8 (2019)
- Los Espookys - serie TV, 12 episodi (2018-2022)
- Shrill - serie TV, 3 episodi (2021)
- Search Party - serie TV, episodio 5x3 (2023)

#### Doppiaggio
- The Shivering Truth - serie TV, episodio 1x3 (2018)
- Bob's Burgers - serie TV, episodio 11x16 (2021)
- Tuca & Bertie - serie TV, episodio 2x7 (2021)
- The Great North - serie TV, 15 episodi (2021-2023)
- Nimona, regia di Nick Bruno e Troy Quane (2023)

### Sceneggiatore
- Saturday Night Live - serie TV, 61 episodi (2016-2021)
- Los Espookys - serie TV, 12 episodi (2018-2022)
- Problemista, regia di Julio Torres (2023)

## Doppiatori italiani
- Alberto Franco in Insieme per davvero

Come doppiatore, in italiano è stato sostituito da:
- Federico Viola in Nimona